# Andreas Köpke
Andreas Köpke (* 12. března 1962 Kiel, Německo) je bývalý německý fotbalový brankář, jenž byl součástí německé fotbalové reprezentace, která vyhrála Mistrovství světa ve fotbale 1990. Německo reprezentoval i na Mistrovství světa 1994. V roce 1993 získal v Německu ocenění Fotbalista roku.

V německé Bundeslize vstřelil celkem 2 góly.

## Úspěchy

### Reprezentační
- zlato z MS (1990)
- zlato z EURO (1996)
- stříbro EURO 1992

### Individuální
- Nejlepší evropský brankář (1996)
- Nejlepší světový brankář (1996)
- Fotbalista roku (Německo) (1993)[2]
- Nejlepší brankář EURO 96'